# Schwarzwangenlerche
Die Schwarzwangenlerche (Eremopterix australis) ist eine Art aus der Familie der Lerchen. Es handelt sich um eine kleine schwarzbraune Lerche, die in ihrem Habitus an einen Finken erinnert. Sie ist im Vergleich mit der Feldlerche um etwa 2,5 bis 3 Zentimeter kleiner. Ihr Verbreitungsgebiet liegt im Südwesten Afrikas. Es werden keine Unterarten unterschieden.
Die IUCN stuft die Schwarzwangenlerche als ungefährdet (least concern) ein.

## Merkmale
Die Schwarzwangenlerche erreicht eine Körperlänge von etwa 12 bis 13 Zentimetern, wovon 4,1 bis 4,5 Zentimeter auf den Schwanz entfallen. Der Schnabel misst vom Schädel aus gemessen 1,0 bis 1,2 Zentimeter. Schwarzwangenlerchen wiegen zwischen 12 und 15,5 Gramm. Es besteht ein ausgeprägter Geschlechtsdimorphismus.
Beim Männchen sind der Kopf und die Körperunterseite überwiegend schwarz. Der Vorderscheitel ist rußbraun. Der Nacken, der Hinterhals und der Mantel dunkelbraun. Der Rücken ist im Vergleich dazu etwas heller und von rötlich brauner bis dunkel kastanienbrauner Farbe. Die Hand- und Armschwingen sind dunkelbraun bis schwärzlich. Die Flügeldecken weisen teils hellbraune bis rötlich-braune Säume auf. Das Schwanzgefieder ist schwärzlich braun, das mittlere Steuerfederpaar ist geringfügig heller und hat helle Säume. Der Schnabel ist hell hornfarben, die Iris ist orangerot bis rötlich-braun.
Das Weibchen hat einen matt rot-bräunlichen Kopf mit einer dunkelbraunen Strichelung. Die Halsseiten und der Vorderhals sind hellbraun, die Wangen und die Ohrdecken etwas dunkler. Der Überaugenstreif ist weißlich, aber, wie die hellen Augenringe, wenig auffällig. Die übrige Körperoberseite ist braun bis gelblich-rotbraun.
Das Kinn und die Kehle sind weißlich und können bei einzelnen Individuen auch dunkelbraun gestrichelt sind. Die Brust ist auf hell graubraunem Grund bräunlich bis schwärzlich gesprenkelt. Die übrige Unterseite ist hell bräunlich bis hell graubraun. Die dunkelbraunen Handschwingen sind schmal gelbbraun gesäumt. Die Armschwingen sind gleichfalls dunkelbraun, jedoch ohne Säume. Das Schwanzgefieder ist dunkelbraun. Das mittlere Steuerfederpaar ist etwas heller und hat breite hellbraune Säume. Die sechste (äußerste) Steuerfeder hat eine gelbbraune Außenfahne. Bei den übrigen Steuerfedern ist die Außenfahne gelbbraun gesäumt.
Jungvögel ähneln dem adulten Weibchen.

## Verbreitungsgebiet und Lebensraum

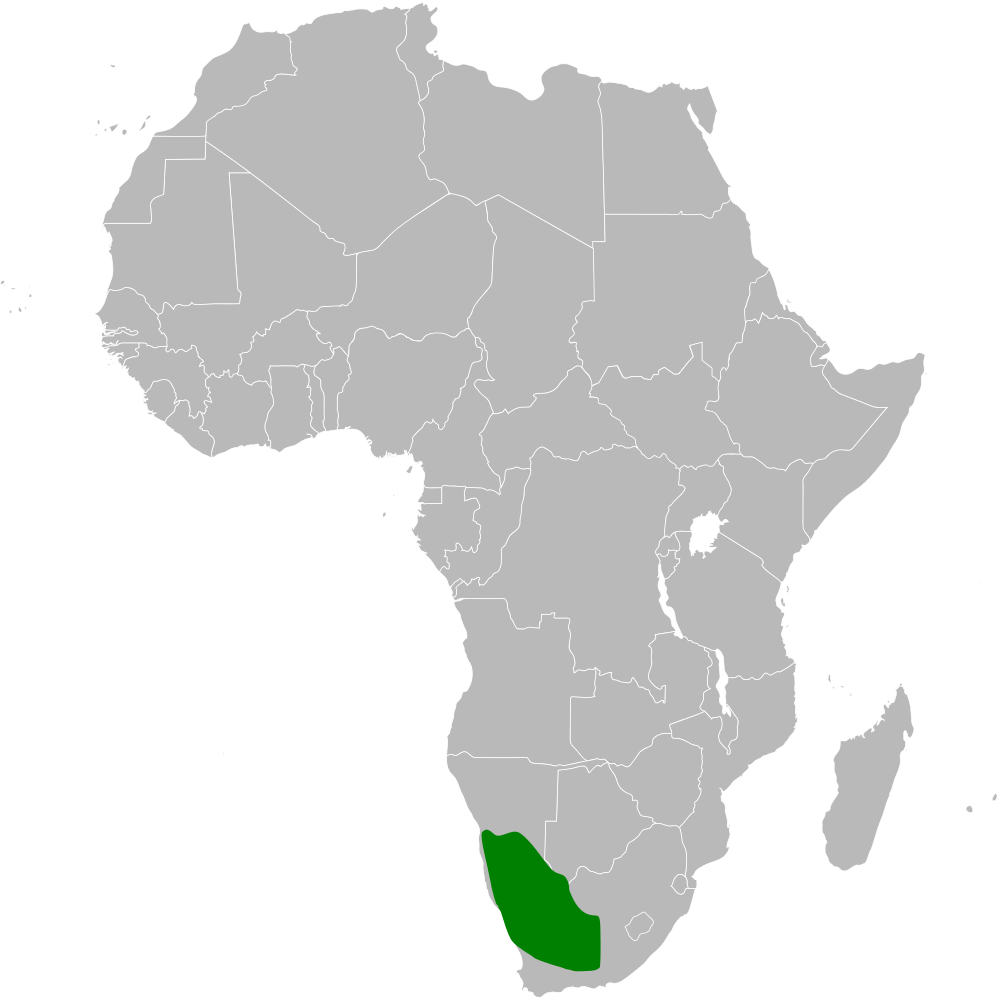
Verbreitungsgebiet der Schwarzwangenlerche

Die Schwarzwangenlerche kommt lediglich im Süden Afrikas vor. Zum Verbreitungsgebiet gehören der Süden Namibias, der Süden Botswanas sowie die Südafrikanische Republik. Hier kommt sie in der Kapprovinz sowie vereinzelt in der Provinz Freistaat vor.
Der Lebensraum der Schwarzwangenlerche ist sandiges Grasland, wie es in der Kalahari und dem Sandveld anzutreffen ist. Sie präferiert Gebiete, die einen Bestand an Rhigozum aufweisen. Die Schwarzwangenlerche kommt außerdem in Halbwüsten, in Regionen mit rotem Sandsteinboden sowie auf Agrarflächen vor, wenn diese einen Niederschlag von 120 bis 250 Millimeter aufweisen.

## Lebensweise
Die Schwarzwangenlerche frisst überwiegend Grassamen, aber auch Bocksdornfrüchte. Daneben spielen auch Insekten wie Käfer und Termiten eine Rolle.
Die Schwarzwangenlerche ist ein opportunistischer Brüter, der meist nach der Regenperiode zur Brut schreitet. Die Hauptbrutzeit fällt in den Zeitraum Juli bis November. Wie alle Lerchen ist auch die Schwarzwangenlerche ein Bodenbrüter. Das Nest ist lerchentypisch und wird in einer Bodenmulde gebaut. In der Kalahari stehen die Nester überwiegend an der Basis von Rhigozum trichotomum-Büschen. Die übrigen werden im Schutze von Grasbüscheln oder anderen Stauden errichtet. Das Nest wird allein vom Weibchen gebaut. Das Gelege umfasst in der Regel zwei, seltener auch drei Eier. Ein einzelnes Ei hat ein Frischvollgewicht von 1,58 Gramm. An der Brut sind beide Elternvögel beteiligt. Die Brutdauer beträgt etwa 12 Tage. Die Nestlinge verlassen nach sieben bis 10 Tagen das Nest.

## Einzelbelege
1. 1 2 3  Pätzold: Kompendium der Lerchen. S. 149.
2. 1 2 3 4 5   black-eared-sparrow-lark-eremopterix-australis Handbook of the Birds of the World zur Schwarzwangenlerche, aufgerufen am 16. März 2017
3. 1 2 3  Pätzold: Kompendium der Lerchen. S. 148.